# Saison 2021-2022 des Mavericks de Dallas
La saison 2021-2022 des Mavericks de Dallas est la 42e saison de la franchise en National Basketball Association (NBA).
Le 20 août 2021, la ligue annonce que la saison régulière démarre le 19 octobre 2021, avec un format typique de 82 matchs. 
Pour la première fois depuis la saison 2007-2008, Rick Carlisle n'est pas l'entraîneur principal des Mavericks, puisqu’il a annoncé son départ à l'issue de la saison dernière. À noter aussi le départ de Donnie Nelson, manager général de la franchise de puis 2004. Ils faisaient tous deux partie de l’équipe championne des Mavericks en 2011. Le 28 juin 2021, les Mavericks ont embauché Jason Kidd, ancien joueur et membre de l'équipe titrée de 2011, comme nouvel entraîneur principal. C'est Nico Harrison qui prend le relais de Nelson au sein de la direction.
Durant la saison régulière, Luka Dončić est sélectionné au NBA All-Star Game. La franchise va également se séparer de Kristaps Porziņģis, transferé aux Wizards de Washington, contre Spencer Dinwiddie et Dāvis Bertāns. Les Mavericks terminent la saison avec le 4e meilleur bilan de la conférence Ouest et le second de leur division.
Durant les playoffs, les Mavericks ont battu le Jazz de l'Utah en six matchs au premier tour malgré l'absence de Dončić lors des deux premiers matchs de la série. Les Mavericks ont ensuite crée la surprise en s'imposant face aux Suns de Phoenix, leader de la conférence, en sept matchs lors de la demi-finale de conférence. Ils affrontent alors les Warriors de Golden State en finale de conférence, la première de puis 2011, mais s'inclinent au terme de cinq matchs.

## Draft
- Aucun choix de draft cette saison.

## Matchs

### Summer League
| Summer League Total: 1-4 |

| Match | Date match | Équipe       | Score         | Meilleur marqueur   | Meilleur rebondeur  | Meilleur passeur | Lieux                | Série |
| ----- | ---------- | ------------ | ------------- | ------------------- | ------------------- | ---------------- | -------------------- | ----- |
| 1     | 9 août     | Philadelphie | D 73-95       | Tyrell Terry (22)   | L. J. Figueroa (9)  | Nate Hinton (6)  | Thomas & Mack Center | 0 - 1 |
| 2     | 11 août    | Utah         | D 80-81 (2OT) | Robert Franks (17)  | L. J. Figueroa (14) | Nate Hinton (6)  | Cox Pavilion         | 0 - 2 |
| 3     | 14 août    | Denver       | D 85-89 (OT)  | Eugene Omoruyi (20) | Nate Hinton (7)     | Carlik Jones (8) | Cox Pavilion         | 0 - 3 |
| 4     | 15 août    | Sacramento   | D 70-86       | Carlik Jones (18)   | Hinton, Hunt (8)    | Carlik Jones (4) | Cox Pavilion         | 0 - 4 |
| 5     | 17 août    | Miami        | V 83-82       | Carlik Jones (21)   | Trois joueurs (6)   | Carlik Jones (5) | Thomas & Mack Center | 1 - 4 |

### Pré-saison
| Pré-saison Total: 4-0 (Domicile : 2-0; Extérieur : 2-0) |

| Match | Date match | Équipe        | Score     | Meilleur marqueur      | Meilleur rebondeur      | Meilleur passeur       | Lieux Spectateurs               | Série |
| ----- | ---------- | ------------- | --------- | ---------------------- | ----------------------- | ---------------------- | ------------------------------- | ----- |
| 1     | 6 octobre  | Utah          | V 111-101 | Luka Dončić (19)       | Willie Cauley-Stein (9) | Jalen Brunson (8)      | American Airlines Center 15 841 | 1 - 0 |
| 2     | 8 octobre  | L.A. Clippers | V 122-114 | Eugene Omoruyi (19)    | Luka Dončić (8)         | Luka Dončić (9)        | American Airlines Center 17 853 | 2 - 0 |
| 3     | 13 octobre | @ Charlotte   | V 127-59  | Tim Hardaway, Jr. (20) | Kristaps Porziņģis (9)  | Luka Dončić (8)        | Spectrum Center 8 583           | 3 - 0 |
| 4     | 15 octobre | @ Milwaukee   | V 114-103 | Jalen Brunson (17)     | Dorian Finney-Smith (7) | Brunson, Ntilikina (5) | Fiserv Forum 12 946             | 4 - 0 |

### Saison régulière
| Saison régulière Total: 52-30 (Domicile : 29-12; Extérieur : 23-18) |

| Match | Date match | Équipe      | Score     | Meilleur marqueur | Meilleur rebondeur      | Meilleur passeur    | Lieux Spectateurs               | Série |
| ----- | ---------- | ----------- | --------- | ----------------- | ----------------------- | ------------------- | ------------------------------- | ----- |
| 1     | 21 octobre | @ Atlanta   | D 87-113  | Luka Dončić (18)  | Luka Dončić (11)        | Luka Dončić (7)     | State Farm Arena 17 162         | 0 - 1 |
| 2     | 23 octobre | @ Toronto   | V 103-95  | Luka Dončić (27)  | Kristaps Porziņģis (10) | Luka Dončić (12)    | Scotiabank Arena 19 800         | 1 - 1 |
| 3     | 26 octobre | Houston     | V 116-106 | Luka Dončić (26)  | Luka Dončić (14)        | Jalen Brunson (11)  | American Airlines Center 19 337 | 2 - 1 |
| 4     | 28 octobre | San Antonio | V 104-99  | Luka Dončić (25)  | Maximilian Kleber (10)  | Brunson, Dončić (5) | American Airlines Center 19 228 | 3 - 1 |
| 5     | 29 octobre | @ Denver    | D 75-106  | Luka Dončić (16)  | Josh Green (7)          | Luka Dončić (4)     | Ball Arena 18 315               | 3 - 2 |
| 6     | 31 octobre | Sacramento  | V 105-99  | Luka Dončić (23)  | Luka Dončić (8)         | Luka Dončić (10)    | American Airlines Center 19 231 | 4 - 2 |

| Match | Date match  | Équipe              | Score          | Meilleur marqueur       | Meilleur rebondeur      | Meilleur passeur    | Lieux Spectateurs               | Série  |
| ----- | ----------- | ------------------- | -------------- | ----------------------- | ----------------------- | ------------------- | ------------------------------- | ------ |
| 7     | 2 novembre  | Miami               | D 110-125      | Luka Dončić (33)        | Dwight Powell (8)       | Luka Dončić (5)     | American Airlines Center 19 255 | 4 - 3  |
| 8     | 3 novembre  | @ San Antonio       | V 109-108      | Jalen Brunson (31)      | Luka Dončić (12)        | Luka Dončić (7)     | AT&T Center 16 356              | 5 - 3  |
| 9     | 6 novembre  | Boston              | V 107-104      | Luka Dončić (33)        | Luka Dončić (9)         | Brunson, Dončić (5) | American Airlines Center 20 052 | 6 - 3  |
| 10    | 8 novembre  | La Nouvelle-Orléans | V 108-92       | Luka Dončić (25)        | Porziņģis, Powell (8)   | Jalen Brunson (6)   | American Airlines Center 19 231 | 7 - 3  |
| 11    | 10 novembre | @ Chicago           | D 107-117      | Kristaps Porziņģis (22) | Kristaps Porziņģis (12) | Luka Dončić (10)    | United Center 20 910            | 7 - 4  |
| 12    | 12 novembre | @ San Antonio       | V 123-109      | Dončić, Porziņģis (32)  | Luka Dončić (12)        | Luka Dončić (15)    | AT&T Center 13 425              | 8 - 4  |
| 13    | 15 novembre | Denver              | V 111-101      | Kristaps Porziņģis (29) | Kristaps Porziņģis (11) | Luka Dončić (11)    | American Airlines Center 19 797 | 9 - 4  |
| 14    | 17 novembre | @ Phoenix           | D 98-105       | Tim Hardaway, Jr. (22)  | Dwight Powell (13)      | Jalen Brunson (9)   | Footprint Center 14 838         | 9 - 5  |
| 15    | 19 novembre | @ Phoenix           | D 104-112      | Kristaps Porziņģis (23) | Kristaps Porziņģis (12) | Jalen Brunson (10)  | Footprint Center 17 071         | 9 - 6  |
| 16    | 21 novembre | @ L.A. Clippers     | D 91-97        | Kristaps Porziņģis (25) | Kristaps Porziņģis (8)  | Jalen Brunson (8)   | Staples Center 17 149           | 9 - 7  |
| 17    | 23 novembre | @ L.A. Clippers     | V 112-104 (OT) | Kristaps Porziņģis (30) | Dončić, Kleber (9)      | Luka Dončić (9)     | Staples Center 17 067           | 10 - 7 |
| 18    | 27 novembre | Washington          | D 114-120      | Luka Dončić (33)        | Kristaps Porziņģis (7)  | Luka Dončić (10)    | American Airlines Center 20 223 | 10 - 8 |
| 19    | 29 novembre | Cleveland           | D 96-114       | Luka Dončić (25)        | Luka Dončić (10)        | Luka Dončić (10)    | American Airlines Center 19 229 | 10 - 9 |

| Match | Date match   | Équipe                | Score          | Meilleur marqueur       | Meilleur rebondeur          | Meilleur passeur        | Lieux Spectateurs               | Série   |
| ----- | ------------ | --------------------- | -------------- | ----------------------- | --------------------------- | ----------------------- | ------------------------------- | ------- |
| 20    | 1er décembre | @ La Nouvelle-Orléans | V 139-107      | Luka Dončić (28)        | Kristaps Porziņģis (10)     | Luka Dončić (14)        | Smoothie King Center 15 558     | 11 - 9  |
| 21    | 3 décembre   | La Nouvelle-Orléans   | D 91-107       | Luka Dončić (21)        | Luka Dončić (10)            | Luka Dončić (7)         | American Airlines Center 19 218 | 11 - 10 |
| 22    | 4 décembre   | Memphis               | D 90-97        | Tim Hardaway, Jr. (29)  | Maximilian Kleber (9)       | Jalen Brunson (8)       | American Airlines Center 19 396 | 11 - 11 |
| 23    | 7 décembre   | Brooklyn              | D 99-102       | Luka Dončić (28)        | Kristaps Porziņģis (12)     | Luka Dončić (9)         | American Airlines Center 19 559 | 11 - 12 |
| 24    | 8 décembre   | @ Memphis             | V 104-96       | Luka Dončić (26)        | Luka Dončić (8)             | Brunson, Dončić (7)     | FedExForum 14 025               | 12 - 12 |
| 25    | 10 décembre  | @ Indiana             | D 93-106       | Luka Dončić (27)        | Luka Dončić (9)             | Luka Dončić (9)         | Gainbridge Fieldhouse 12 618    | 12 - 13 |
| 26    | 12 décembre  | @ Oklahoma City       | V 103-84       | Jalen Brunson (18)      | Jalen Brunson (9)           | Dorian Finney-Smith (5) | Paycom Center 15 747            | 13 - 13 |
| 27    | 13 décembre  | Charlotte             | V 120-96       | Kristaps Porziņģis (24) | Kristaps Porziņģis (13)     | Jalen Brunson (8)       | American Airlines Center 19 213 | 14 - 13 |
| 28    | 15 décembre  | L.A. Lakers           | V 104-107 (OT) | Jalen Brunson (25)      | Kristaps Porziņģis (12)     | Jalen Brunson (9)       | American Airlines Center 20 270 | 14 - 14 |
| 29    | 19 décembre  | @ Minnesota           | D 105-111      | Tim Hardaway, Jr. (28)  | Maximilian Kleber (14)      | Jalen Brunson (11)      | Target Center 16 127            | 14 - 15 |
| 30    | 21 décembre  | Minnesota             | V 114-102      | Jalen Brunson (28)      | Sterling Brown (11)         | Trey Burke (7)          | American Airlines Center 20 056 | 15 - 15 |
| 31    | 23 décembre  | Milwaukee             | D 95-102       | Jalen Brunson (19)      | Sterling Brown (13)         | Jalen Brunson (8)       | American Airlines Center 19 654 | 15 - 16 |
| 32    | 25 décembre  | @ Utah                | D 116-120      | Brunson, Porziņģis (27) | Kristaps Porziņģis (9)      | Jalen Brunson (6)       | Vivint Smart Home Arena 18 306  | 15 - 17 |
| 33    | 27 décembre  | @ Portland            | V 132-117      | Kristaps Porziņģis (34) | Finney-Smith, Porziņģis (9) | Josh Green (10)         | Moda Center 18 430              | 16 - 17 |
| 34    | 29 décembre  | @ Sacramento          | D 94-95        | Jalen Brunson (25)      | Kristaps Porziņģis (7)      | Jalen Brunson (6)       | Golden 1 Center 16 071          | 16 - 18 |
| 35    | 31 décembre  | @ Sacramento          | V 112-96       | Kristaps Porziņģis (24) | Kristaps Porziņģis (9)      | Jalen Brunson (8)       | Golden 1 Center 15 833          | 17 - 18 |

| Match | Date match | Équipe          | Score     | Meilleur marqueur          | Meilleur rebondeur      | Meilleur passeur    | Lieux Spectateurs               | Série   |
| ----- | ---------- | --------------- | --------- | -------------------------- | ----------------------- | ------------------- | ------------------------------- | ------- |
| 36    | 2 janvier  | @ Oklahoma City | V 95-86   | Chriss, Hardaway, Jr. (15) | Luka Dončić (9)         | Luka Dončić (10)    | Paycom Center 14 751            | 18 - 18 |
| 37    | 3 janvier  | Denver          | V 103-89  | Luka Dončić (21)           | Luka Dončić (8)         | Luka Dončić (15)    | American Airlines Center 19 767 | 19 - 18 |
| 38    | 5 janvier  | Golden State    | V 99-82   | Luka Dončić (26)           | Maximilian Kleber (10)  | Luka Dončić (8)     | American Airlines Center 20 441 | 20 - 18 |
| 39    | 7 janvier  | @ Houston       | V 130-106 | Tim Hardaway, Jr. (19)     | Maximilian Kleber (11)  | Jalen Brunson (10)  | Toyota Center 15 238            | 21 - 18 |
| 40    | 9 janvier  | Chicago         | V 113-99  | Luka Dončić (22)           | Luka Dončić (14)        | Luka Dončić (14)    | American Airlines Center 20 041 | 22 - 18 |
| 41    | 12 janvier | @ New York      | D 85-108  | Luka Dončić (21)           | Luka Dončić (11)        | Jalen Brunson (6)   | Madison Square Garden 18 215    | 22 - 19 |
| 42    | 14 janvier | @ Memphis       | V 112-85  | Luka Dončić (27)           | Luka Dončić (12)        | Luka Dončić (10)    | FedExForum 16 712               | 23 - 19 |
| 43    | 15 janvier | Orlando         | V 108-92  | Luka Dončić (23)           | Luka Dončić (9)         | Brunson, Dončić (3) | American Airlines Center 19 816 | 24 - 19 |
| 44    | 17 janvier | Oklahoma City   | V 104-102 | Luka Dončić (29)           | Luka Dončić (11)        | Luka Dončić (12)    | American Airlines Center 19 266 | 25 - 19 |
| 45    | 19 janvier | Toronto         | V 102-98  | Luka Dončić (41)           | Luka Dončić (14)        | Luka Dončić (7)     | American Airlines Center 19 218 | 26 - 19 |
| 46    | 20 janvier | Phoenix         | D 101-109 | Luka Dončić (28)           | Kristaps Porziņģis (11) | Luka Dončić (8)     | American Airlines Center 19 584 | 26 - 20 |
| 47    | 23 janvier | Memphis         | V 104-91  | Luka Dončić (37)           | Luka Dončić (11)        | Luka Dončić (9)     | American Airlines Center 19 701 | 27 - 20 |
| 48    | 25 janvier | @ Golden State  | D 92-130  | Luka Dončić (25)           | Luka Dončić (8)         | Jalen Brunson (5)   | Chase Center 18 064             | 27 - 21 |
| 49    | 26 janvier | @ Portland      | V 132-112 | Kristaps Porziņģis (22)    | Luka Dončić (10)        | Luka Dončić (15)    | Moda Center 16 334              | 28 - 21 |
| 50    | 29 janvier | Indiana         | V 132-105 | Luka Dončić (30)           | Maximilian Kleber (14)  | Luka Dončić (12)    | American Airlines Center 19 831 | 29 - 21 |
| 51    | 30 janvier | @ Orlando       | D 108-110 | Luka Dončić (34)           | Luka Dončić (12)        | Luka Dončić (11)    | Amway Center 13 376             | 29 - 22 |

| Match                  | Date match | Équipe                | Score          | Meilleur marqueur   | Meilleur rebondeur  | Meilleur passeur       | Lieux Spectateurs               | Série   |
| ---------------------- | ---------- | --------------------- | -------------- | ------------------- | ------------------- | ---------------------- | ------------------------------- | ------- |
| 52                     | 2 février  | Oklahoma City         | D 114-120 (OT) | Luka Dončić (40)    | Bullock, Kleber (8) | Luka Dončić (10)       | American Airlines Center 19 200 | 29 - 23 |
| 53                     | 4 février  | Philadelphie          | V 107-98       | Luka Dončić (33)    | Luka Dončić (13)    | Luka Dončić (15)       | American Airlines Center 19 200 | 30 - 23 |
| 54                     | 6 février  | Atlanta               | V 103-94       | Reggie Bullock (22) | Luka Dončić (10)    | Luka Dončić (11)       | American Airlines Center 19 887 | 31 - 23 |
| 55                     | 8 février  | Détroit               | V 116-86       | Luka Dončić (33)    | Quatre joueurs (7)  | Luka Dončić (11)       | American Airlines Center 19 200 | 32 - 23 |
| 56                     | 10 février | L.A. Clippers         | V 112-105      | Luka Dončić (51)    | Luka Dončić (9)     | Luka Dončić (6)        | American Airlines Center 19 532 | 33 - 23 |
| 57                     | 12 février | L.A. Clippers         | D 97-99        | Luka Dončić (45)    | Luka Dončić (15)    | Luka Dončić (8)        | American Airlines Center 20 028 | 33 - 24 |
| 58                     | 15 février | @ Miami               | V 107-99       | Luka Dončić (21)    | Luka Dončić (10)    | Brunson, Dončić (6)    | FTX Arena 19 600                | 34 - 24 |
| 59                     | 17 février | @ La Nouvelle-Orléans | V 125-118      | Luka Dončić (49)    | Luka Dončić (15)    | Luka Dončić (8)        | Smoothie King Center 15 906     | 35 - 24 |
| NBA All-Star Game 2022 |            |                       |                |                     |                     |                        |                                 |         |
| 60                     | 25 février | @ Utah                | D 109-114      | Luka Dončić (23)    | Dončić, Powell (7)  | Luka Dončić (11)       | Vivint Smart Home Arena 18 306  | 35 - 25 |
| 61                     | 27 février | @ Golden State        | V 107-101      | Luka Dončić (34)    | Luka Dončić (11)    | Brunson, Dinwiddie (5) | Chase Center 18 064             | 36 - 25 |

| Match | Date match | Équipe         | Score     | Meilleur marqueur      | Meilleur rebondeur      | Meilleur passeur      | Lieux Spectateurs                 | Série   |
| ----- | ---------- | -------------- | --------- | ---------------------- | ----------------------- | --------------------- | --------------------------------- | ------- |
| 62    | 1er mars   | @ L.A. Lakers  | V 109-104 | Luka Dončić (25)       | Dorian Finney-Smith (9) | Spencer Dinwiddie (9) | Crypto.com Arena 17 857           | 37 - 25 |
| 63    | 3 mars     | Golden State   | V 122-113 | Luka Dončić (41)       | Luka Dončić (10)        | Luka Dončić (9)       | American Airlines Center 20 229   | 38 - 25 |
| 64    | 5 mars     | Sacramento     | V 114-113 | Spencer Dinwiddie (36) | Josh Green (12)         | Spencer Dinwiddie (7) | American Airlines Center 20 060   | 39 - 25 |
| 65    | 7 mars     | Utah           | V 111-103 | Luka Dončić (35)       | Luka Dončić (16)        | Luka Dončić (7)       | American Airlines Center 20 077   | 40 - 25 |
| 66    | 9 mars     | New York       | D 77-107  | Luka Dončić (31)       | Reggie Bullock (7)      | Luka Dončić (4)       | American Airlines Center 20 182   | 40 - 26 |
| 67    | 11 mars    | @ Houston      | V 113-100 | Luka Dončić (30)       | Luka Dončić (14)        | Spencer Dinwiddie (7) | Toyota Center 15 060              | 41 - 26 |
| 68    | 13 mars    | @ Boston       | V 95-92   | Luka Dončić (26)       | Maximilian Kleber (13)  | Luka Dončić (8)       | TD Garden 19 156                  | 42 - 26 |
| 69    | 16 mars    | @ Brooklyn     | V 113-111 | Luka Dončić (37)       | Luka Dončić (9)         | Luka Dončić (9)       | Barclays Center 17 981            | 42 - 26 |
| 70    | 18 mars    | @ Philadelphie | D 101-111 | Jalen Brunson (24)     | Spencer Dinwiddie (8)   | Luka Dončić (10)      | Wells Fargo Center 21 428         | 42 - 27 |
| 71    | 19 mars    | @ Charlotte    | D 108-129 | Luka Dončić (37)       | Marquese Chriss (9)     | Frank Ntilikina (4)   | Spectrum Center 19 279            | 42 - 28 |
| 72    | 21 mars    | Minnesota      | V 110-108 | Dwight Powell (22)     | Dinwiddie, Powell (8)   | Luka Dončić (10)      | American Airlines Center 20 077   | 44 - 28 |
| 73    | 23 mars    | Houston        | V 110-91  | Jalen Brunson (28)     | Maximilian Kleber (9)   | Spencer Dinwiddie (6) | American Airlines Center 20 026   | 45 - 28 |
| 74    | 25 mars    | @ Minnesota    | D 95-116  | Luka Dončić (24)       | Luka Dončić (10)        | Luka Dončić (8)       | Target Center 17 136              | 45 - 29 |
| 75    | 27 mars    | Utah           | V 114-100 | Luka Dončić (32)       | Brunson, Dončić (10)    | Brunson, Dončić (5)   | American Airlines Center 20 177   | 46 - 29 |
| 76    | 29 mars    | L.A. Lakers    | V 128-110 | Luka Dončić (34)       | Luka Dončić (12)        | Luka Dončić (12)      | American Airlines Center 20 382   | 47 - 29 |
| 77    | 30 mars    | @ Cleveland    | V 120-112 | Luka Dončić (35)       | Luka Dončić (9)         | Luka Dončić (13)      | Rocket Mortgage FieldHouse 19 432 | 48 - 29 |

| Match | Date match | Équipe       | Score     | Meilleur marqueur | Meilleur rebondeur | Meilleur passeur | Lieux Spectateurs               | Série   |
| ----- | ---------- | ------------ | --------- | ----------------- | ------------------ | ---------------- | ------------------------------- | ------- |
| 78    | 1er avril  | @ Washington | D 103-135 | Luka Dončić (36)  | Luka Dončić (7)    | Luka Dončić (6)  | Capital One Arena 17 745        | 40 - 30 |
| 79    | 3 avril    | @ Milwaukee  | V 118-112 | Luka Dončić (32)  | Dwight Powell (13) | Luka Dončić (15) | Fiserv Forum 17 902             | 49 - 30 |
| 80    | 6 avril    | @ Détroit    | V 131-113 | Luka Dončić (26)  | Luka Dončić (8)    | Luka Dončić (14) | Little Caesars Arena 18 422     | 50 - 30 |
| 81    | 8 avril    | Portland     | V 128-78  | Luka Dončić (39)  | Luka Dončić (11)   | Luka Dončić (7)  | American Airlines Center 20 174 | 51 - 30 |
| 82    | 10 avril   | San Antonio  | V 130-120 | Luka Dončić (26)  | Luka Dončić (8)    | Luka Dončić (9)  | American Airlines Center 20 270 | 52 - 30 |

### Playoffs
| Playoffs Total: 9-9 (Domicile : 6-2; Extérieur : 3-7) |

| Match | Date match | Équipe | Score     | Meilleur marqueur    | Meilleur rebondeur       | Meilleur passeur      | Lieux Spectateurs               | Série |
| ----- | ---------- | ------ | --------- | -------------------- | ------------------------ | --------------------- | ------------------------------- | ----- |
| 1     | 16 avril   | Utah   | D 93-99   | Jalen Brunson (24)   | Jalen Brunson (7)        | Spencer Dinwiddie (8) | American Airlines Center 20 013 | 0 - 1 |
| 2     | 18 avril   | Utah   | V 110-104 | Jalen Brunson (41)   | Jalen Brunson (8)        | Spencer Dinwiddie (6) | American Airlines Center 20 113 | 1 - 1 |
| 3     | 21 avril   | @ Utah | V 126-118 | Jalen Brunson (31)   | Dorian Finney-Smith (8)  | Dinwiddie, Green (6)  | Vivint Smart Home Arena 18 306  | 2 - 1 |
| 4     | 23 avril   | @ Utah | D 99-100  | Luka Dončić (30)     | Luka Dončić (10)         | Luka Dončić (4)       | Vivint Smart Home Arena 18 306  | 2 - 2 |
| 5     | 25 avril   | Utah   | V 102-77  | Luka Dončić (33)     | Luka Dončić (13)         | Luka Dončić (5)       | American Airlines Center 20 577 | 3 - 2 |
| 6     | 28 avril   | @ Utah | V 98-96   | Brunson, Dončić (24) | Dorian Finney-Smith (10) | Luka Dončić (8)       | Vivint Smart Home Arena 18 306  | 4 - 2 |

| Match | Date match | Équipe    | Score     | Meilleur marqueur  | Meilleur rebondeur      | Meilleur passeur         | Lieux Spectateurs               | Série |
| ----- | ---------- | --------- | --------- | ------------------ | ----------------------- | ------------------------ | ------------------------------- | ----- |
| 1     | 2 mai      | @ Phoenix | D 114-121 | Luka Dončić (45)   | Luka Dončić (12)        | Luka Dončić (8)          | Footprint Center 17 071         | 0 - 1 |
| 2     | 4 mai      | @ Phoenix | D 109-129 | Luka Dončić (35)   | Brunson, Dončić (5)     | Luka Dončić (7)          | Footprint Center 17 071         | 0 - 2 |
| 3     | 6 mai      | Phoenix   | V 103-94  | Jalen Brunson (28) | Luka Dončić (13)        | Luka Dončić (9)          | American Airlines Center 20 777 | 1 - 2 |
| 4     | 8 mai      | Phoenix   | V 111-101 | Luka Dončić (26)   | Dorian Finney-Smith (8) | Luka Dončić (11)         | American Airlines Center 20 610 | 2 - 2 |
| 5     | 10 mai     | @ Phoenix | D 80-110  | Luka Dončić (28)   | Luka Dončić (11)        | Trois joueurs (2)        | Footprint Center 17 071         | 2 - 3 |
| 6     | 12 mai     | Phoenix   | V 113-86  | Luka Dončić (33)   | Luka Dončić (11)        | Luka Dončić (8)          | American Airlines Center 20 777 | 3 - 3 |
| 7     | 15 mai     | @ Phoenix | V 123-90  | Luka Dončić (35)   | Luka Dončić (10)        | Dončić, Finney-Smith (4) | Footprint Center 17 071         | 4 - 3 |

| Match | Date match | Équipe         | Score     | Meilleur marqueur | Meilleur rebondeur       | Meilleur passeur    | Lieux Spectateurs               | Série |
| ----- | ---------- | -------------- | --------- | ----------------- | ------------------------ | ------------------- | ------------------------------- | ----- |
| 1     | 18 mai     | @ Golden State | D 87-112  | Luka Dončić (20)  | Dončić, Finney-Smith (7) | Brunson, Dončić (4) | Chase Center 18 064             | 0 - 1 |
| 2     | 20 mai     | @ Golden State | D 117-126 | Luka Dončić (42)  | Dorian Finney-Smith (8)  | Luka Dončić (8)     | Chase Center 18 064             | 0 - 2 |
| 3     | 22 mai     | Golden State   | D 100-109 | Luka Dončić (40)  | Luka Dončić (11)         | Reggie Bullock (4)  | American Airlines Center 20 813 | 0 - 3 |
| 4     | 24 mai     | Golden State   | V 119-109 | Luka Dončić (30)  | Luka Dončić (14)         | Luka Dončić (9)     | American Airlines Center 20 810 | 1 - 3 |
| 5     | 26 mai     | @ Golden State | D 110-120 | Luka Dončić (28)  | Luka Dončić (9)          | Luka Dončić (6)     | Chase Center 18 064             | 1 - 4 |

### Confrontations en saison régulière
| Conférence Est      | Conférence Est                              | Conférence Est                              | Conférence Ouest                            | Conférence Ouest                            | Conférence Ouest                            | Conférence Ouest                            | Conférence Ouest                            |
| Division Atlantique | Division Atlantique                         | Division Atlantique                         | Division Nord-Ouest                         | Division Nord-Ouest                         | Division Nord-Ouest                         | Division Nord-Ouest                         | Division Nord-Ouest                         |
| Équipe              | Domicile                                    | Extérieur                                   | Équipe                                      | Domicile                                    | Domicile                                    | Extérieur                                   | Extérieur                                   |
| ------------------- | ------------------------------------------- | ------------------------------------------- | ------------------------------------------- | ------------------------------------------- | ------------------------------------------- | ------------------------------------------- | ------------------------------------------- |
| Boston              | 107-104                                     | 95-92                                       | Denver                                      | 111-101                                     | 103-89                                      | 75-106                                      |                                             |
| Brooklyn            | 99-102                                      | 113-111                                     | Minnesota                                   | 114-102                                     | 110-108                                     | 105-111                                     | 95-116                                      |
| New York            | 77-107                                      | 85-108                                      | Oklahoma City                               | 104-102                                     | 114-120 (OT)                                | 103-84                                      | 95-86                                       |
| Philadelphie        | 107-98                                      | 101-111                                     | Portland                                    | 128-78                                      |                                             | 132-117                                     | 132-112                                     |
| Toronto             | 102-98                                      | 103-95                                      | Utah                                        | 111-103                                     | 114-100                                     | 116-120                                     | 109-114                                     |
|                     | 3-2                                         | 3-2                                         |                                             | 8-1                                         | 8-1                                         | 4-5                                         | 4-5                                         |
| Division            | 6-4                                         | 6-4                                         | Division                                    | 12-6                                        | 12-6                                        | 12-6                                        | 12-6                                        |
| Division Centrale   | Division Centrale                           | Division Centrale                           | Division Pacifique                          | Division Pacifique                          | Division Pacifique                          | Division Pacifique                          | Division Pacifique                          |
| Équipe              | Domicile                                    | Extérieur                                   | Équipe                                      | Domicile                                    | Domicile                                    | Extérieur                                   | Extérieur                                   |
| Chicago             | 113-99                                      | 107-117                                     | Golden State                                | 99-82                                       | 122-113                                     | 92-130                                      | 107-101                                     |
| Cleveland           | 96-114                                      | 120-112                                     | L.A. Clippers                               | 112-105                                     | 97-99                                       | 91-97                                       | 112-104 (OT)                                |
| Detroit             | 116-86                                      | 131-113                                     | L.A. Lakers                                 | 104-107 (OT)                                | 128-110                                     | 109-104                                     |                                             |
| Indiana             | 132-105                                     | 93-106                                      | Phoenix                                     | 101-109                                     |                                             | 98-105                                      | 104-112                                     |
| Milwaukee           | 95-102                                      | 118-112                                     | Sacramento                                  | 105-99                                      | 114-113                                     | 94-95                                       | 112-96                                      |
|                     | 3-2                                         | 3-2                                         |                                             | 6-3                                         | 6-3                                         | 4-5                                         | 4-5                                         |
| Division            | 6-4                                         | 6-4                                         | Division                                    | 10-8                                        | 10-8                                        | 10-8                                        | 10-8                                        |
| Division Sud-Est    | Division Sud-Est                            | Division Sud-Est                            | Division Sud-Ouest                          | Division Sud-Ouest                          | Division Sud-Ouest                          | Division Sud-Ouest                          | Division Sud-Ouest                          |
| Équipe              | Domicile                                    | Extérieur                                   | Équipe                                      | Domicile                                    | Domicile                                    | Extérieur                                   | Extérieur                                   |
| Atlanta             | 103-94                                      | 87-113                                      |                                             |                                             |                                             |                                             |                                             |
| Charlotte           | 120-96                                      | 108-129                                     | Houston                                     | 116-106                                     | 110-91                                      | 130-106                                     | 113-100                                     |
| Miami               | 110-125                                     | 107-99                                      | Memphis                                     | 90-97                                       | 104-91                                      | 104-96                                      | 112-96                                      |
| Orlando             | 108-92                                      | 108-110                                     | New Orleans                                 | 108-92                                      | 91-107                                      | 139-107                                     | 125-118                                     |
| Washington          | 114-120                                     | 103-135                                     | San Antonio                                 | 104-99                                      |                                             | 109-108                                     | 123-109                                     |
|                     | 3-2                                         | 1-4                                         |                                             | 5-2                                         | 5-2                                         | 8-0                                         | 8-0                                         |
| Division            | 4-6                                         | 4-6                                         | Division                                    | 13-2                                        | 13-2                                        | 13-2                                        | 13-2                                        |
| Conférence          | 16-14 (Domicile : 9-6; Extérieur : 7-8)     | 16-14 (Domicile : 9-6; Extérieur : 7-8)     | Conférence                                  | 35-16 (Domicile : 19-6; Extérieur : 16-10)  | 35-16 (Domicile : 19-6; Extérieur : 16-10)  | 35-16 (Domicile : 19-6; Extérieur : 16-10)  | 35-16 (Domicile : 19-6; Extérieur : 16-10)  |
| Total               | 51-30 (Domicile : 28-12; Extérieur : 23-18) | 51-30 (Domicile : 28-12; Extérieur : 23-18) | 51-30 (Domicile : 28-12; Extérieur : 23-18) | 51-30 (Domicile : 28-12; Extérieur : 23-18) | 51-30 (Domicile : 28-12; Extérieur : 23-18) | 51-30 (Domicile : 28-12; Extérieur : 23-18) | 51-30 (Domicile : 28-12; Extérieur : 23-18) |

## Classements
| Conférence Ouest | Conférence Ouest                    | Conférence Ouest | Conférence Ouest | Conférence Ouest | Conférence Ouest | Conférence Ouest | Conférence Ouest |
| No               | Franchise                           | Vic.             | Def.             | MJ               | V/D              | GB               |                  |
| ---------------- | ----------------------------------- | ---------------- | ---------------- | ---------------- | ---------------- | ---------------- | ---------------- |
| 1                | z - Suns de Phoenix                 | 64               | 18               | 82               | .780             | –                |                  |
| 2                | y - Grizzlies de Memphis            | 56               | 26               | 82               | .683             | 8                |                  |
| 3                | x - Warriors de Golden State        | 53               | 29               | 82               | .646             | 11               |                  |
| 4                | x - Mavericks de Dallas             | 52               | 30               | 82               | .634             | 12               |                  |
| 5                | y - Jazz de l'Utah                  | 49               | 33               | 82               | .598             | 15               |                  |
| 6                | x - Nuggets de Denver               | 48               | 34               | 82               | .585             | 16               |                  |
|                  |                                     |                  |                  |                  |                  |                  |                  |
| 7                | x - Timberwolves du Minnesota       | 46               | 36               | 82               | .561             | 18               |                  |
| 8                | pi - Clippers de Los Angeles        | 42               | 40               | 82               | .512             | 22               |                  |
| 9                | x - Pelicans de La Nouvelle-Orléans | 36               | 46               | 82               | .439             | 28               |                  |
| 10               | pi - Spurs de San Antonio           | 34               | 48               | 82               | .415             | 30               |                  |
|                  |                                     |                  |                  |                  |                  |                  |                  |
| 11               | o - Lakers de Los Angeles           | 33               | 49               | 82               | .402             | 31               |                  |
| 12               | o - Kings de Sacramento             | 30               | 52               | 82               | .366             | 34               |                  |
| 13               | o - Trail Blazers de Portland       | 27               | 55               | 82               | .329             | 37               |                  |
| 14               | o - Thunder d'Oklahoma City         | 24               | 58               | 82               | .293             | 40               |                  |
| 15               | o - Rockets de Houston              | 20               | 62               | 82               | .244             | 44               |                  |

| Division Sud-Ouest           | V  | D  | MJ | V/D  | GB | Dom   | Ext   | Div  |
| ---------------------------- | -- | -- | -- | ---- | -- | ----- | ----- | ---- |
| y - Grizzlies de Memphis     | 56 | 26 | 82 | .683 | –  | 30–11 | 26–15 | 11–5 |
| x - Mavericks de Dallas      | 52 | 30 | 82 | .634 | 4  | 29–12 | 23–18 | 14–2 |
| x - Pelicans de Nlle-Orléans | 36 | 46 | 82 | .439 | 20 | 19–22 | 17–24 | 6–10 |
| o - Spurs de San Antonio     | 34 | 48 | 82 | .415 | 22 | 16–25 | 18–23 | 6–10 |
| o - Rockets de Houston       | 20 | 62 | 82 | .244 | 36 | 11–30 | 9–32  | 3–13 |